# 位置区标识
公共陆地移动网（Public Land Mobile Network，简称PLMN）中的每个位置区（Location Area）都有自己的唯一标识，被称为位置区标识（Location Area Identity，简称LAI）。这个全世界唯一的标识符被用于移动签约用户（Mobile Subscriber）的位置更新。它由三部分组成：
- 一个三位十进制数的移动国家码（Mobile Country Code，简称MCC）
- 一个2～3位数的移动网络代码（Mobile Network Code，简称MNC），标识该国的某个签约用户模块公共陆地移动网（SM PLMN）
- 一个位置区码（Location Area Code，简称LAC），它由16个比特的数组成，包括2位特殊值。因此，在一个GSM PLMN中，可以允许最多65534个位置区。

位置区标识（LAI）会被定期通过广播控制信道（Broadcast Control Channel，简称BCCH）来进行广播。 一个移动台（例如手机）会识别该LAI，并将其存储到SIM卡中。 如果移动台改变了位置，并发现LAI出现变化，它就会发出一个位置更新请求，从而告知移动通信提供商它自己所处的新的位置的LAI。这样就使得网络提供商在有呼入电话的情况下，能够找到该移动台。